# 투움바 파스타
투움바 파스타(영어: Toowoomba pasta)는 미국의 파스타 요리이며,
이름은 오스트레일리아의 도시인 터움바에서 유래되었다.

## 역사
미국 아웃백 스테이크하우스의 메뉴로 만들어졌으나, 미국에서는 단종되었으며 한국과 브라질 등지에서는 메뉴로 남아 있다. 특히 한국에서 크게 인기를 얻었으며, 한국 매체나 유튜버에 의해 세계에 알려지면서 한국 요리로 소개되거나 외국의 한국 음식점에서 판매되기도 한다.

## 만들기
페투치네 등 두꺼운 파스타에 고춧가루를 넣어 매콤한 크림 소스를 추가한 음식이다.

## 활용
투움바 소스를 활용한 음식으로 투움바 떡볶이, 투움바 라면, 투움바 치킨 등이 있다.

## 같이 보기
- 아라비아타